# Kotyal, Bijapur
Kotyal là một làng thuộc tehsil Bijapur, huyện Bijapur, bang Karnataka, Ấn Độ.